# Michelle Cameron
Michelle A. Cameron-Coulter (Calgary, 28 dicembre 1962) è una nuotatrice artistica canadese.

## Palmarès

### Olimpiadi
- 1 medaglia:
  - 1 oro (Seul 1988 nel duo)

### Mondiali
- 2 medaglie:
  - 2 ori (Madrid 1986 nel duo; Madrid 1986 a squadre)

### Giochi del Commonwealth
- 1 medaglia:
  - 1 oro (Edimburgo 1986 nel duo)